# Titanija (mjesec)
Titanija (također Uran III) je Uranov najveći prirodni satelit. Kruži oko Urana na udaljenosti oko 436 270 km. Polumjer joj iznosi 788.9 km, a masa 3.49 × 1021 kg. Titanija je vrlo slična Arielu, iako je veća.
Otkrio ju je William Herschel, 1787. godine. Voyager 2 (1986.) je jedina letjelica koja je posjetila Titaniju.

## Atmosfera
Titanija posjeduje vrlo rijetku atmosferu, točnije egzosferu ugljik dioksida, čiji izvor nije poznat.

## Sastav i reljef
Titanija je građena od stijenja i vodenog leda.
Površina Titanije je puna kratera i kanjona, a vidljivo je i nekoliko velikih bazena (vrlo velikih kratera). Kao i kod Ariela, stotinama kilometara dugačke doline se međusobno sijeku. Neki krateri izgledaju dopola "potopljeni".
Površina Titanije je relativno mlada, što upućuje na postojanje procesa koji mijenja površinu. Smatra se da je Titanija nekad imala vruću unutrašnjost, koja se do našeg vremena ohladila. Doline su mogle nastati zbog stezanja zbog hlađenja, te zbog uzdizanja leda.

## Vanjske poveznice
- Astronomska sekcija Fizikalnog društva Split - Titanija, uranov satelit  Arhivirana inačica izvorne stranice od 3. studenoga 2004. (Wayback Machine)